# Bartillat
Der Bartillat ist ein Fluss in Frankreich, der in den Regionen Nouvelle-Aquitaine und Auvergne-Rhône-Alpes verläuft. Er entspringt im nordwestlichen Gemeindegebiet von Lamaids, knapp an der Grenze zur benachbarten Gemeinde Nouhant, entwässert generell Richtung Nordost durch den Großraum von Domérat und mündet nach rund 20 Kilometern im nordöstlichen Gemeindegebiet von Domérat als rechter  Nebenfluss in die Magieure. Auf seinem Weg tangiert der Bartillat im Quellgebiet auf etwa 200 Metern Länge das Département Creuse und verläuft dann ausschließlich im Département Allier.

## Bezeichnung des Flusses
Der Fluss ändert in seinem Verlauf mehrfach seinen Namen:
- La Bartillate im Oberlauf,
- Ruisseau de Beaumont im Mittelteil,
- Le Bartillat im Unterlauf.

## Orte am Fluss
(Reihenfolge in Fließrichtung)
- Lamaids
- Bartillat, Gemeinde Saint-Martinien
- Saint-Martinien
- Jailles, Gemeinde Domérat
- Courtioux, Gemeinde Domérat
- Baumont, Gemeinde Domérat
- Vignoux, Gemeinde Domérat
- Crévent, Gemeinde Domérat
- Bressolles, Gemeinde Domérat
- Givrette, Gemeinde Domérat
- Le Gozis, Gemeinde Domérat